# Bezirksliga Niederschlesien
De Bezirksliga Niederschlesien was een van de drie competities ten tijde van nazi-Duitsland die als tweede klasse fungeerde, onder de Gauliga Schlesien. Het hele voetbalsysteem in Duitsland werd in 1933 na de machtsgreep van de NSDAP hervormd. De Zuidoost-Duitse voetbalbond werd ontbonden en de zeven competities werden vervangen door de Gauliga. 
Hiervoor was er ook al een Bezirksliga Nierderschlesien, dat in 1931 de naam A-Klasse kreeg, maar deze komt niet helemaal overeen met deze Bezirksliga. Omdat die competitie te licht bevonden werd mocht geen enkele club aantreden in de Gauliga, alle acht de clubs gingen in de Bezirksliga Niederschlesien spelen in de groep Noord. In de groep Zuid speelden acht clubs uit de Opper-Lausitzse competitie. Vijf eersteklassers en drie clubs uit de tweede klasse. 
De winnaar nam het in de eindronde op tegen de kampioenen van de Bezirksliga Mittelschlesien en de Bezirksliga Oberschlesien om te kunnen promoveren naar de Gauliga. In het eerste seizoen werd TuSV Weißwasser kampioen, maar omdat deze club werd overgeheveld naar de Gauliga Berlin-Brandenburg nam SC Schlesien Haynau deel aan de eindronde en kon zo promotie afdwingen, de volgende vier seizoenen slaagde geen enkele club erin te promoveren.
Door de perikelen in de Tweede Wereldoorlog werd de Gauliga verder opgesplitst en verdween de Bezirksliga. De clubs gingen nu spelen in de 1. Klasse Niederschlesien. 

## Erelijst
- Vetgedrukt als de club ook promotie kon afdwingen.

| Seizoen | Kampioen              |
| 1933-34 | TuSV Weißwasser       |
| 1934-35 | MSV Glogau            |
| 1935-36 | MSV Cherusker Görlitz |
| 1936-37 | VfB Liegnitz          |
| 1937-38 | SSVgg Bunzlau         |
| 1938-39 | STC Görlitz           |
| 1939-40 | VfB Liegnitz          |
| 1940-41 | Wehrmacht-SV Liegnitz |